# Luigi Manfredini
Pour les articles homonymes, voir Manfredini.
Luigi Manfredini, né le 6 décembre 1771 à Bologne (États pontificaux) et mort le 22 juin 1840 à Milan (royaume de Lombardie-Vénétie, Empire d'Autriche), est un sculpteur et médailleur italien.

## Biographie
Fils de Giuseppe Manfredini et d'Anna Ruggi, le jeune Luigi devient, à Bologne, entre 1794 et 1796, l'élève du sculpteur Giacomo De Maria à l'Accademia Clementina.
Sculpteur sur métal et médailleur, il entre comme professeur à l'Académie des beaux-arts de Brera vers 1798. Cette année-là, il est déjà en contact avec les autorités de la République cisalpine, qui lui commandent une médaille représentant Napoléon Bonaparte (1797). En effet, le 24 novembre, il avait été nommé graveur à la Monnaie de Milan (Zecca di Milano). À partir du 4 juin 1808, il est nommé graveur en chef de cette institution, où seront frappées entre autres une grande partie des napoléonides. Il eut de nombreux élèves qui firent carrière, comme Giuseppe Salvirch, Tomaso Mercandetti, à Rome, et Gerolamo Vassallo, à Gênes. Ce dernier fut appelé à la Monnaie de Milan en juin 1808, aux côtés de Manfredini. Certains dessins des médailles sont exécutés par Andrea Appiani.
Son frère aîné, Francesco Manfredini (?-1810), dirige une fonderie et est joaillier, d'abord à Paris, puis, en 1803, s'installe à Milan, sans doute par le biais d'Eugène de Beauharnais, vice-roi d'Italie, qui lui passe commande. Luigi et son frère sont associés dans cette fonderie jusqu'en 1810 comme en témoigne quelques objets d'art signés de leurs deux noms. Luigi poursuit cette activité, avec deux de ses autres frères, Giovanni et Antonio, après l'écroulement de l'Empire, se spécialisant dans la création de meubles et de bustes en bronze, travaillant pour la cour de François Ier d'Autriche et collabore à la production de pièces de monnaie pour Marie-Louise, duchesse de Parme, Plaisance et Guastalla. En 1838, Manfredini livre à la cour de Ferdinand Ier d'Autriche pour le royaume de Lombardie-Vénétie, un imposant service de table en vermeil, comprenant une pièce d'orfèvrerie longue de trente mètres.
Marié à Teresa Bernabei, Luigi Manfredini a un fils, Gaetano Manfredini (1800-1870), qui est sculpteur sur pierre.
On connaît un portrait de Luigi Manfredini gravé sur médaille par Francesco Broggi (1800-1857) à Milan, peu après sa mort.

## Galerie

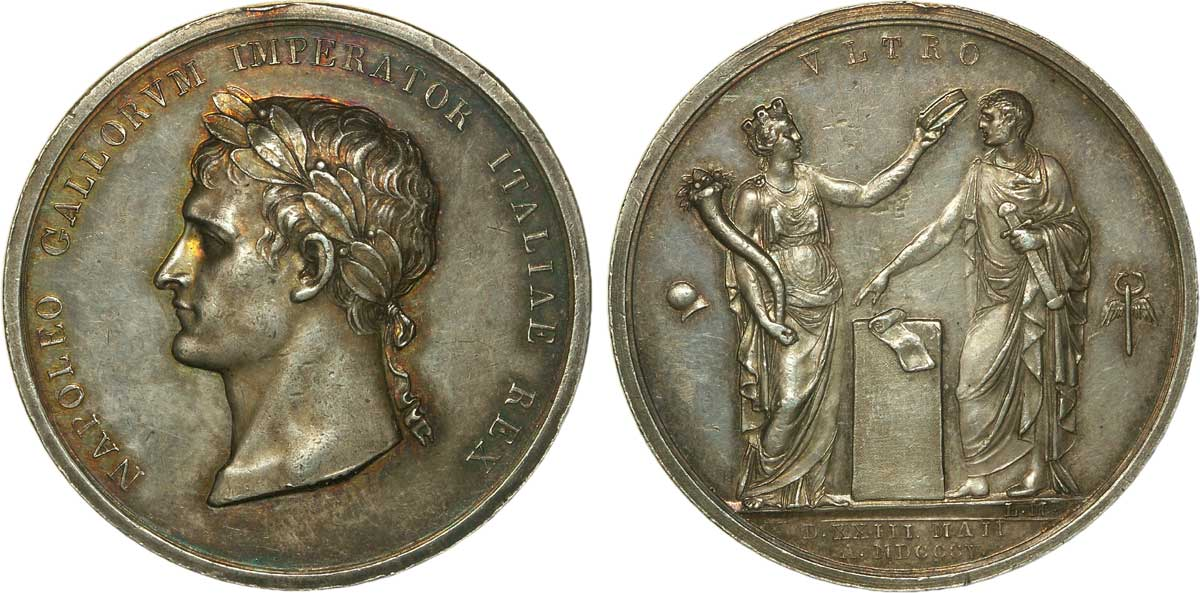
Médaille pour le couronnement de Napoléon comme roi d'Italie (1805, argent).
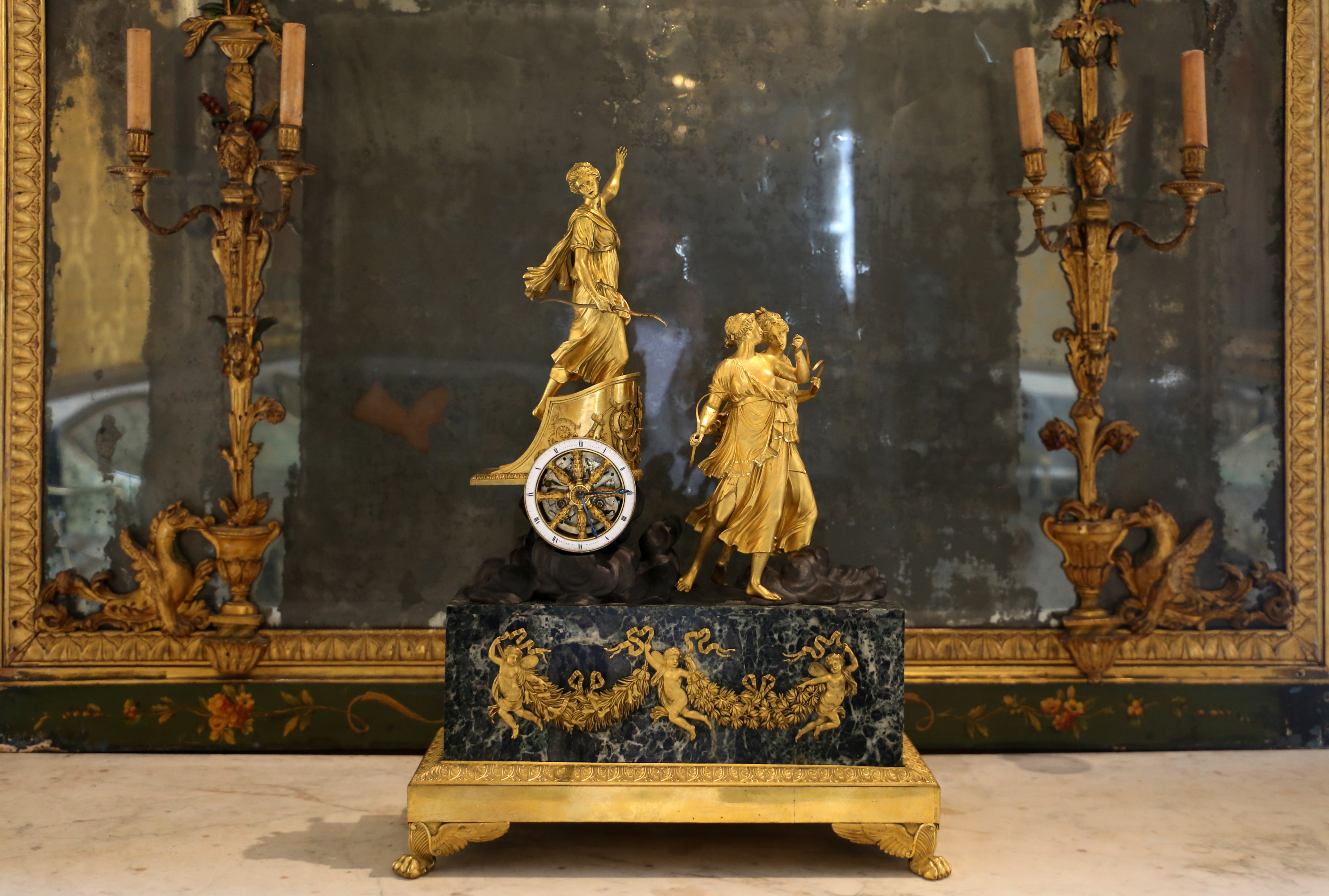
Pendule de table dite au char de Diane (1808),  Pinacoteca Querini Stampalia (Venise).
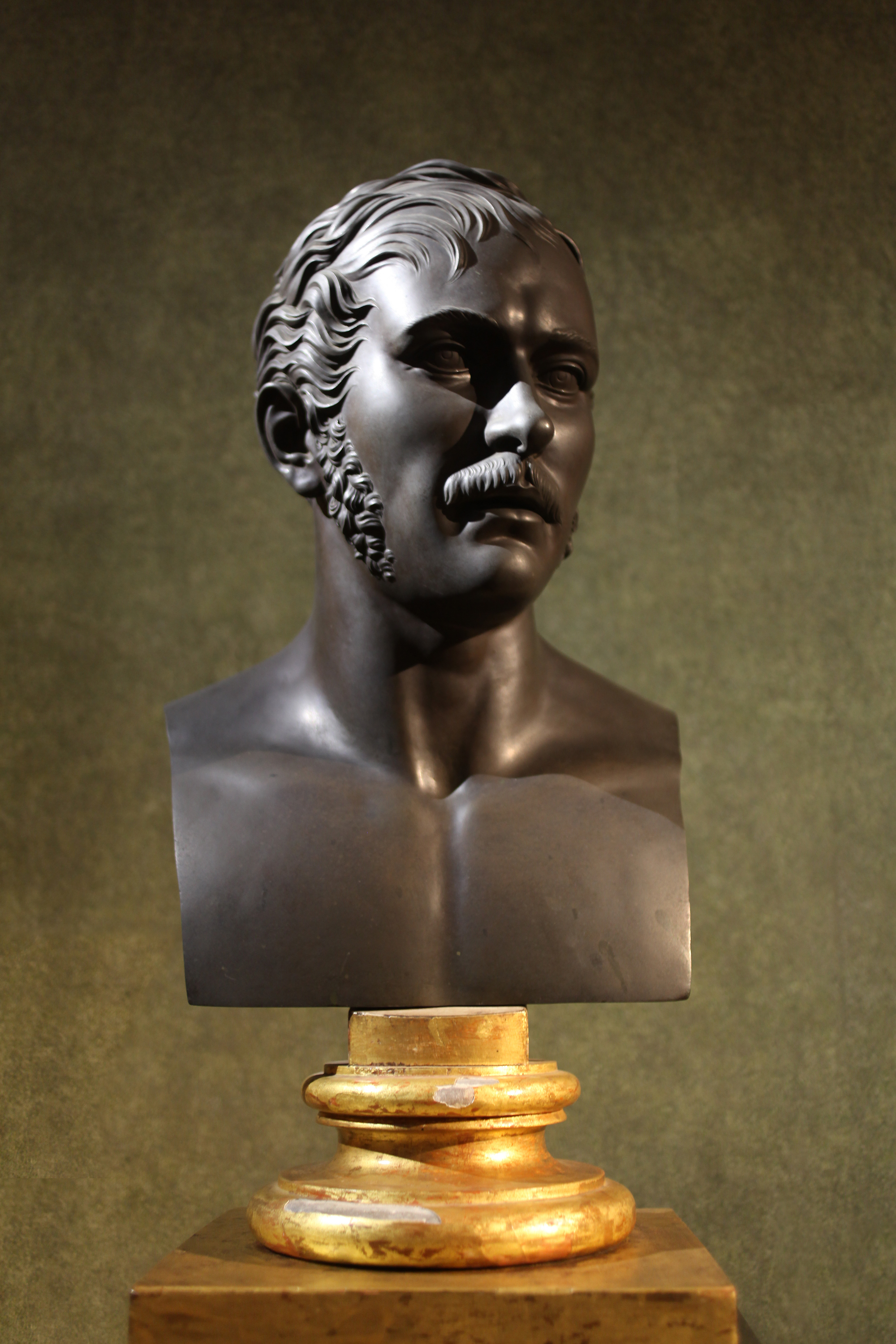
Eugène de Beauharnais (1811), buste en bronze, Cabinet numismatique de Brera (Milan).
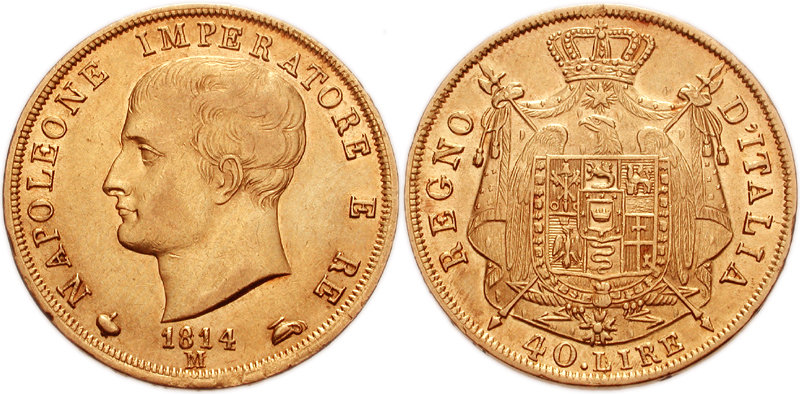
Pièce en or de 40 lires du royaume d’Italie avec le buste de Napoléon, frappée à Milan en 1814, recto/verso.
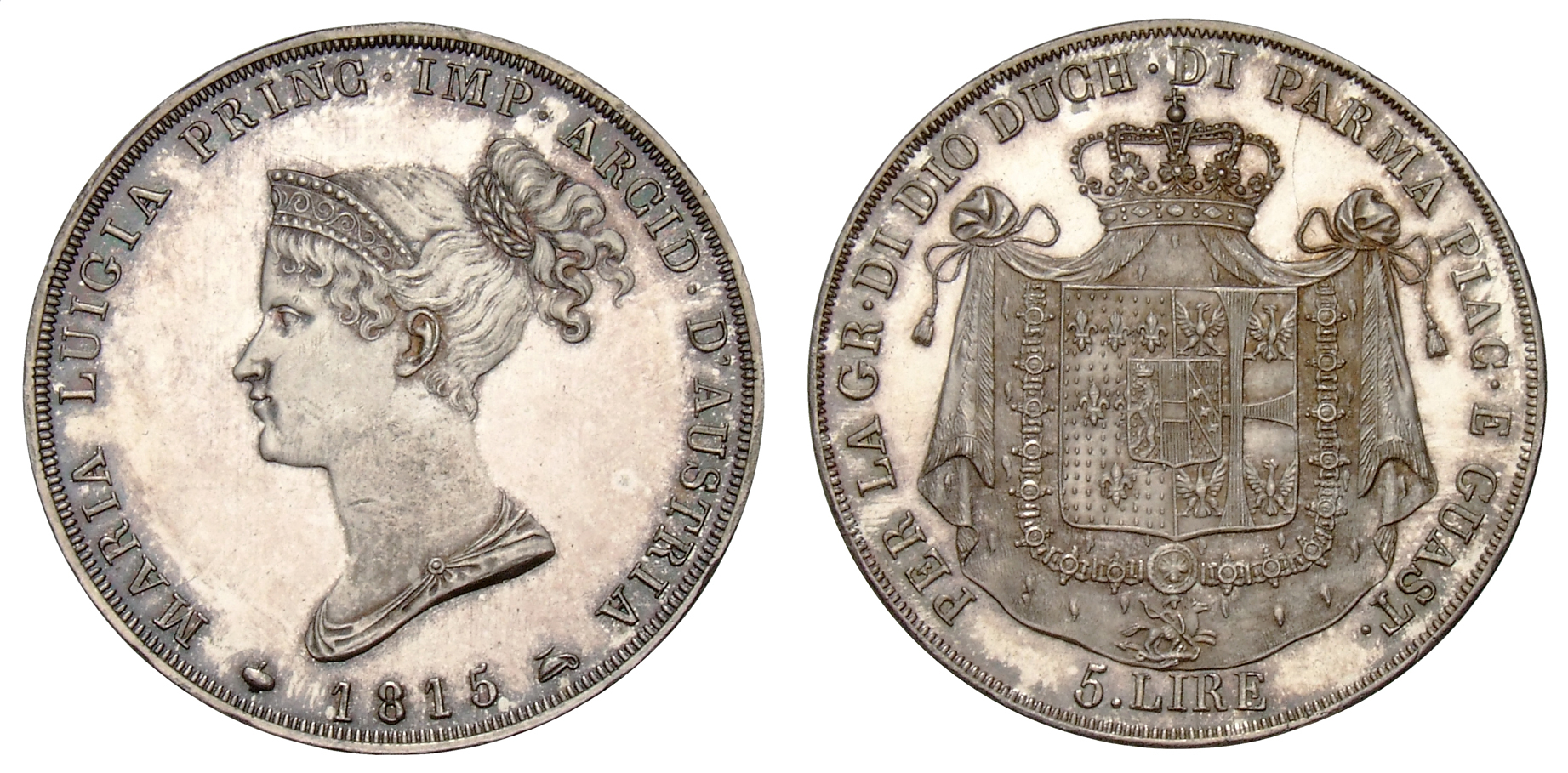
Pièce en argent de 5 lires de Parme, frappée à Milan en 1815, recto/verso.